# Carlene King Johnson
Carlene King Johnson (Rutland, 31 maggio 1933 – 15 aprile 1969) è stata una modella statunitense, incoronata Miss Universo nel 1955.
Dopo aver vinto il concorso Miss Vermont Carlene Johnson, proveniente da Rutland divenne la prima, ed al 2010 l'unica, rappresentante del Vermont a vincere il titolo di Miss USA.
Nel 1969 Carlene King Johnson è morta all'età di trentacinque anni per complicazione legate al diabete.